# Ludvig IV av Hessen-Darmstadt
Ludvig IV (Friedrich Wilhelm Ludwig Karl), född 12 september 1837, död 13 mars 1892, var en tysk furste, den fjärde storhertigen av Hessen.

## Biografi
Ludvig IV var son till Karl av Hessen-Darmstadt och Elisabeth av Preussen. Genom sitt och sina barns giften var han förbunden med den brittiska kungafamiljen, den ryska tsarfamiljen och andra kungliga hus i Europa.
Han gifte sig 1862 vid Osborne House på Isle of Wight på Englands sydkust med Alice av Storbritannien (1843–1878), tredje barn till drottning Victoria av Storbritannien.

## Barn
1. Viktoria av Hessen-Darmstadt, (1863–1950). Mormor till Prins Philip, hertig av Edinburgh, mor till Louise Mountbatten, g.m. Gustaf VI Adolf av Sverige och Louis Mountbatten.
2. Elisabet ("Ella") av Hessen, (1864–1918), gift 1884 med Sergej Alexandrovitj av Ryssland, (1857–1905)
3. Irene av Hessen (1866–1953), gift 1888 med sin kusin Henrik av Preussen (1862–1929)
4. Friedrich av Hessen, (1870–1873), dog av blödarsjuka
5. Ernst Ludvig av Hessen, (1868–1937), Hessen-Darmstadts siste storhertig
6. Alexandra av Hessen,(Alix) (1872–1918), gift 1894 med tsar Nikolaj II av Ryssland
7. Marie av Hessen-Darmstadt, (1874–1878), dog av difteri.

Han var gift för andra gången morganatiskt 1884 i Darmstadt med Alexandrina Hutten-Czapska (1854–1941), hon blev vid bröllopet grevinna von Romrod, äktenskapet upplöstes omgående efter drottning Viktorias veto.